# Coelotes tarumii
Coelotes tarumii là một loài nhện trong họ Amaurobiidae.
Loài này thuộc chi Coelotes. Coelotes tarumii được miêu tả năm 1976 bởi Arita.